# Hasičský výzkum
Hasičský výzkum či hasičský projekt (anglicky firehouse research) je druh sociologického výzkumu, pro který je charakteristický nedostatek času na přípravu a provedení. Stane-li se ve společnosti něco nečekaného, co by mohlo přinést pro výzkum významné informace, zvolí se strategie hasičského výzkumu. Ten se musí provést bezprostředně a v co nejkratším čase, aby nedošlo ke zkreslení vzpomínek, názorů a chování respondentů. Průběh je přizpůsoben nedostatku času, cílem je získat co nejvíce informací v co nejkratším čase. Bývá prováděn v týmu a mnohdy se jej účastní i dobrovolníci. Problémy může činit financování projektu, granty bývají uděleny až zpětně.
Termín hasičský výzkum vychází podle Geoffrey Stockdala z obrazu hasičů, kteří klidně popíjejí kávu, než je vyhlášen poplach. V tu chvíli rychle sjíždějí po tyčích a připravují se do akce.
Tento druh výzkumu se často využívá v médiích, zkoumá se působení medií na recipienty po mimořádné události, například po zveřejnění událostí o teroristickém útoku 11. září 2001 v USA.

## Princetonský projekt výzkumu rádia
Princeton Radio Project započal výzkumnou činnost roku 1937 v USA. U jeho zrodu stál Hadley Cantril z univerzity v Princetonu, řídil jej Paul Lazarsfeld. Byl to počátek empirického komunikačního výzkumu, který dal základ dnešním často prováděným "bleskovým průzkumům." V rámci Princetonského projektu vznikly v letech 1938 a 1943 dva významné výzkumy. O prvním vyšla vědecká práce "Invaze z Marsu" (The Invasion from Mars) a je považován za první tzv.hasičský výzkum provedený ve výjimečné situaci a poskytující neopakovatelná data. Druhý nese název "Přesvědčování v masovém měřítku" (The Mass Persuasion). Předmětem obou výzkumných sond je extrémní dopad rozhlasového vysílání na posluchače ve vypjatých situacích. Oba vznikly z iniciativy ředitele projektu Paula Lazarsfelda a pojí se ke specifikům válečného období - jedenkrát ke strachu z války a podruhé k vlastenectví a sounáležitosti s oběťmi druhé světové války. V těchto projektech se užívá kvalitativních výzkumných metod a speciálně vyvinutého způsobu hloubkového rozhovoru "focused interwiev."

### Invaze z Marsu (The Invasion from Mars)
Vědecká monografie Invaze z Marsu z roku 1938 se zabývá panikou vyvolanou rozhlasovým vysíláním zdramatizované sci-fi novely Válka světů v rámci cyklu rozhlasových dramat "Mercury Theatre on the Air" na stanici Columbia Broadcasting System. Drama mělo formu reportáže, proto bylo velice autentické a věrohodné, pracovalo se zpravodajskými vstupy, rozhovory s odborníky i hudbou, jako by se jednalo o klasické vysílání. Příběh gradoval a stoupalo napětí, až někteří posluchači nedovedli oddělit realitu od fikce. Milion z 6 milionů posluchačů propadlo panice. Je nutné podotknout, že se tak stalo těsně před začátkem druhé světové války.
Vznik této unikátní situace hodné výzkumu nebyl předpokládaný. Rychlost provedení byla rozhodující kvůli působení médií a postupnému zapomínání posluchačů rozhlasu. Herta Herzeg provedla bezprostřední rozhovory, dalšího výzkumu se ujal Hadley Cantril a Hazel Gaudet. Užité metody byly kvalitativní i analytické, dále byly provedeny hloubkové rozhovory a dotazníková šetření. Princetonský tým dále provedl analýzu novinových zpráv a rozbor dopisů pro Columbia Broadcasting System.
Z šetření vyplynulo, že 28 % posluchačů považovalo dramatizaci novely za skutečnost a 70 % z nich propadlo panice. Stalo se tak zejména kvůli realismu pořadu se zpravodajstvím, komentáři i hudbou, který mohl snadno zmást náhodné posluchače. Svou roli sehrála také důvěra v rozhlas a aktéry vysílání. 66 % recipientů neslyšelo pořad od začátku, anebo jim zavolali známí, že na CBS vysílají důležité zpravodajství. To, že někteří lidé byli schopni odlišit realitu od fikce a jiní ne, přisuzují autoři studie jejich schopnosti kritického posuzování dění, která souvisí s dosaženým vzděláním. Může však být oslabena například náboženstvím, konkrétními okolnostmi nebo důvěrou v člověka, který nám informace sdělil. Výzkum Herty Herzog(ové), Hadleyho Cantrila a Hazel Gaudet(ové) dokazuje sílu působení významného masmédia na člověka, kterým byl dříve rozhlas a dnes televize nebo internet. Takto extrémní reakci však může vyvolat pouze za specifických okolností, podmíněných psychologicky a sociálně.

### Přesvědčování v masovém měřítku (The Mass Persuasion) - "War Bond Drive"
Druhým z Princetonských projektů byl výzkum Roberta K. Mertona z roku 1943, jehož předmětem byl vliv rozhlasového vysílání v průběhu kampaně za finanční prostředky pro válečnou výrobu Spojených států amerických a pro válku v Pacifiku, severní Africe i Evropě. O výzkumu vyšla roku 1946 kniha Mass Persuasion.
Vysílání se uskutečnilo v září 1943. Rozhlasovou kampaň vedla tehdejší hvězda, komentátorka a zpěvačka Kate Smith. Ta po celý den nabádala posluchače k nákupu válečných obligací. Investici prezentovala jako velice snadnou - stačilo jen zavolat operátorce. Nejprve se podařilo vybrat jeden milion dolarů, následně dva. Po třetí vedla Kate nejrozsáhlejší kampaň. Jednalo se o 62 vstupů od osmé hodiny ranní do dvou hodin v noci. Podařilo se jí prodat válečné obligace za 39 milionů amerických dolarů.
Jedinečnost situace spočívala v efektivitě přesvědčování, v emoční vypjatosti a citové angažovanosti v této situaci. Významné bylo pro studii také to, že výzkumníci znali obsah vysílání, a tak mohli provést obsahovou analýzu. Recipienti navíc pocházeli z různých prostředí, nejednalo se například o vysokoškoláky, kteří se rozhodli podstoupit experiment.
S dotazovanými posluchači byl veden hloubkový rozhovor. V praxi to znamená, že jim nebyly kladeny přímé otázky, ale že hovořili o svých pocitech, myšlenkách, o tom co dělali při poslechu. Respondent později sám zavede řeč na situaci, vyloží ji a sdělí, co jej zaujalo. Tazatel pokládá doplňující otázky až poté. Posluchači kampaň hodnotili velmi pozitivně, jelikož v ní nebyl skryt osobní prospěch, nýbrž dobrá věc. Dotýkala se témat lidské oběti, sounáležitosti s vojáky i s jejich rodinami. Kate publikum pobízela také k určité soutěži, aby předčili minulý nákup obligací a vyzdvihovala, jak je nákup snadný. Posluchači s různými specifiky a predispozicemi potřebovali různou dobu k tomu aby je Kate Smith přesvědčila. Nicméně se shodovali v tom, že Kate pro ně symbolizuje vlastenectví, nikoliv showbyznys.